# Daisy Aitkens
Pour les articles homonymes, voir Daisy et Aitkens.
Daisy Aitkens, née le 25 mars 1986 à Sydney, est une actrice, scénariste et réalisatrice australienne.

## Filmographie

### Comme actrice
- 2001 : Life as We Know It (série télévisée) : Anne
- 2006 : Casualty (série télévisée) : Laura
- 2007 : Fear, Stress and Anger (série télévisée) : Lucy Chadwick (6 épisodes)
- 2007 : Wire in the Blood (série télévisée) : Sara Lloyd
- 2005-2007 : The Bill (série télévisée) : Lisa Holland / Joss Green (2 épisodes)
- 2008 : Colin : Linda, la sœur de Colin
- 2011 : Showreel : la fille dans la rue
- 2008-2012 : Doctors (série télévisée) : Jenny Whitaker / Jocasta Pennington / Laura Gerald (3 épisodes)
- 2013 : Manorexic (court métrage) : Jennifer
- 2013 : EastEnders (série télévisée) : Sophie
- 2013 : Magpie : Emily
- 2012-2013 : Watson & Oliver (série télévisée) (10 épisodes)
- 2013 : The Crazy Ones (série télévisée) : la femme de ménage
- 2014 : Meeting Mr. Reich (court métrage) : Kate
- 2018 : Nightshooters : Gabi

### Comme scénariste
- 2010 : Shelfstackers (série télévisée) (2 épisodes)
- 2015 : 96 Ways to Say I Love You (court métrage)
- 2016 : The Exit (court métrage)
- 2017 : You, Me and Him

### Comme réalisatrice
- 2015 : 96 Ways to Say I Love You (court métrage)
- 2016 : The Exit (court métrage)
- 2017 : You, Me and Him